# Canto dei battellieri del Volga (Stravinskij)
Il Canto dei battellieri del Volga è stato realizzato da Igor' Fëdorovič Stravinskij nel 1917; si tratta  di un'orchestrazione per complesso di fiati e percussioni di un antico e celebre canto tradizionale russo.

## Storia
Nel mese di marzo del 1917 Stravinskij raggiunse Sergej Djagilev a Roma dove era programmata una stagione dei Balletti russi al Teatro Costanzi nell'ambito della quale il musicista aveva l'incarico di dirigere due sue composizioni, L'uccello di fuoco e Feu d'artifice. La serata inaugurale era a favore della Croce Rossa Italiana. Uno spettacolo di gala russo avrebbe dovuto tradizionalmente essere introdotto dall'inno nazionale, ma nel febbraio di quello stesso anno lo zar aveva deciso di abdicare e in Russia si era instaurato un Governo Provvisorio; non poteva ovviamente essere eseguito Dio proteggi lo Zar e si doveva trovare qualcosa di alternativo.
 Djagilev pensò allora di introdurre la serata con un canto popolare, il Canto dei battellieri del Volga, un antico e anonimo canto di fatica russo e ne affidò l'orchestrazione a Stravinskij. L'incarico era urgente visto i tempi strettissimi; il compositore lavorò tutta la notte fra l'8 e il 9 aprile, giorno della rappresentazione, nell'appartamento messo a disposizione da Lord Berners; con l'aiuto di Ernest Ansermet che, accordo per accordo, scriveva la partitura dettatagli da Stravinskij che la realizzava al pianoforte, il lavoro fu terminato in tempo. La mattina seguente fu eseguita la prova generale con l'orchestra diretta da Ansermet. Stravinskij intitolò l'opera Hymne à la nouvelle Russie, ma quando il governo sovietico decise di adottare come inno L'Internazionale, il musicista la pubblicò con il titolo oggi conosciuto.
 La sera del 9 aprile lo spettacolo di gala venne inaugurato con l'Inno italiano e quello orchestrato da Stravinskij. Il compositore diresse quindi L'Uccello di fuoco e Feu d'artifice per cui Giacomo Balla aveva realizzato delle scene decorative con effetti luminosi.

## Organico
Ottavino, flauto, due oboi, due clarinetti, due fagotti, quattro corni, tre trombe, tre tromboni, basso tuba, timpani, grancassa.